# 撲滅
| ウィキペディアには「撲滅」という見出しの百科事典記事はありません（タイトルに「撲滅」を含むページの一覧/「撲滅」で始まるページの一覧）。 代わりにウィクショナリーのページ「撲滅」が役に立つかもしれません。 |